# بهورا حیال
بهورا حیال (به انگلیسی: Bhura Hayal) یک روستا در پاکستان است که در پنجاب واقع شده‌است.